# HD 56779
HD 56779，又名CD-36 3485，SAO 197790、HR 2770，是一颗恒星，视星等为5.03，位于銀經248.52，銀緯-11.12，其B1900.0坐标为赤經7h 13m 15.8s，赤緯-36° -11.12′ 49″。